# Stade Presbítero Bartolomé-Grella
 (mars 2025).
Le stade Presbítero Bartolomé Grella (en espagnol : Estadio Presbítero Bartolomé Grella), est un stade de football inauguré en 1956 et situé à Paraná en Argentine.
Il accueille les matchs à domicile du club du Club Atlético Patronato, évoluant en première division.

## Histoire
Le stade est inauguré le 30 mai 1956 avec une rencontre Club Atlético Patronato contre le Club Atlético Colón. En 1999, le stade avait une capacité de 23500 places. Après la montée du club en deuxième division argentine en 2010, des travaux de rénovation sont entreprit pour répondre aux exigences de la fédération argentine de football.